# Colònia de l'Illa de França
L'Illa de França (Île de France) fou el nom que va portar l'illa moderna de Maurici quan fou colònia francesa (1718-1810).

## Història
El 1712 l'illa, que havia estat abandonada uns mesos abans pels holandesos, fou ocupada per França però no fou fins al 6 de setembre de 1718 en que fou reclamada per a França pel cavaller Jean-Baptiste Garnier de Fougeray que li va donar el nom d'Île de France. França va annexionar formalment l'illa el 23 de setembre de 1721 i en va confiar l'administració a la Companyia Francesa de les Índies Orientals.
El 4 de juny de 1735 la colònia fou integrada dins una colònia major anomenada Illes Mascarenyes Franceses de la que van formar part també Rodrigues, Réunion i més tard les Seychelles (quan foren reclamades el 1758, tot i que no foren poblades fins al 1770).
El 14 de juliol de 1767 fou declarada colònia de la corona però l'administració fou confiada poc després a la nova Companyia Francesa de les Índies Orientals i Xina (Compagnie des Indes orientales et de la Chine) fundada el 1770 (patent de 22 d'abril de 1770). La companyia va perdre el monopoli comercial per decisió de l'Assemblea Nacional de 3 d'abril de 1790 i els socis es van reunir el 10 d'abril i van nomenar 8 comissaris per decidir si convenia seguir amb l'activitat; el 23 de maig els accionistes van decidir la continuació de les activitats i van nomenar quatre comissaris (Delessert, Fulchiron, Gautier i Mallet) que havien de redactar uns nous estatuts; el capital social fou reduït a trenta milions i el nombre de factories reduït a set: Pondichéry, Yanaon, Mahé, Canton, Surat, l'île de France (Maurici) i île de la Réunion. Les illes Seychelles i algunes altres (com Rodrigues) van ser abandonades per la companyia però els colons restaven a lloc sota autoritat del governador de l'île de France.
Durant el Terror, la Companyia fou sospitosa d'activitats contra la revolució i la Convenció en va decretar l'11 d'octubre de 1793 la supressió i la requisa de mercaderies i vaixells (per valor de 28.544.000 lliures); els directors foren empresonats i alguns guillotinats, però alguns es van salvar com a malalts mentals per tenir un metge còmplice en el comitè revolucionari. El 1797 (i fins al 19 d'abril de 1801) l'île de France fou considerada com a departament francès del que nominalment formaven també part les Seychelles. No obstant el poder efectiu estava en mans d'una assemblea colonial que no tenia relacions amb la metròpoli. Fou aquesta assemblea que va dividir la colònia en 8 cantons.
El 3 de febrer de 1803 la colònia fou incorporada a una nova colònia major: les Índies Orientals Franceses, que incloïen a més de l'île de France, la de Rodrigues, la Réunion, Índia Francesa, i nominalment les Seychelles. Rodrigues fou ocupada pels britànics el 1809. Seychelles tenien un govern neutral pactat amb els britànics i foren ocupades finalment pels britànics el 17 de maig de 1810; Réunion fou ocupada el 9 de juliol de 1819. Entre el 13 i el 28 d'agost de 1810 els vaixells britànics manats per Samuel Pym es van apoderar de l'Île de la Passe a la badia de Port Imperial, avui badia de Grand Port) al sud-est de l'illa, prop de Maheburg. El 2 de setembre de 1810 la colònia de les Índies Orientals fou suprimida però això no va impedir la invasió britànica de l'île de France el 29 de novembre de 1810 (durant la guerra francobritànica) que va culminar quatre dies després amb la rendició de Port Louis el 3 de desembre de 1810 i la proclamació de la colònia britànica; la possessió britànica fou confirmada (junt amb les Seychelles i arxipèlags dependents) en el tractat de París de 30 de maig de 1814.

## Governadors de l'illa per la Companyia
- 1721 - 1722 Julien Duronguët Le Toullec (interí)
- 1722 - 1725 Denis, chevalier de Nyon
- 1722 Duval de Hauville (suplent de Nyon
- 1722 Jacques Gast d'Hauterive (suplent de Nyon
- 1725 - 1729 Denis de Brousse (interí)
- 1729 Pierre Benoît Dumas
- 1729 - 1735 Nicolas de Maupin

## Governadors generals de les illes Marcarenyes (Mascaregnes) per la Companyia
14 Jul 1767)
- 1735 - 1746 Bertrand François Mahé, comte de La Bourdonnais
- 1740 -1741 Didier de Saint-Martin (suplent de La Bourdonnais)
- 1741 -1742 Didier de Saint-Martin (segona vegada, suplent de La Bourdonnais)
- 1746 Didier de Saint-Martin (interí)
- 1746 -1753 Pierre Félix Barthélemy David
- 1753 - 1755 Jean-Baptiste Charles Bouvet de Lozier
- 1755 - 1759 René Magon de la Villebague
- 1759 -1767 Antoine Marie Desforges-Boucher

## Governadors generals de les illes Marcarenyes (Mascaregnes) per la corona
- 1767 - 1768 Jean Daniel Dumas
- 1768 - 1769 Jean Guillaume Steinauer (interí)
- 1769 - 1772 François Julien du Dresnay, chevalier Desroches
- 1772 - 1776 Charles Henri Louis d'Arsac, chevalier de Ternay
- 1776 - 1779 Antoine de Guiran, chevalier de La Brillanne
- 1779 Joseph Murinais, comte de Saint-Maurice (interí)
- 1779 - 1787 François, vicomte de Souillac (interí fins a 1780)
- 1785 Camille Charles Leclerc, chevalier de Fresne (suplent de Souillac)
- 1785 chevalier de Fleury (suplent de Souillac)
- 1787 - 1789 Joseph Antoine Raimond de Bruni, chevalier d'Entrecasteaux
- 1789 - 1790 Thomas, comte de Conway
- 1790 Dominique Prosper de Chermont (interí)
- 1790 - 1792 David Charpentier de Cossigny (interí)
- 1792 - 1797 Anne Joseph Hippolyte de Maurès, comte de Malartic

## Governadors departamentals
- 1797 - 1800 Anne Joseph Hippolyte de Maurès, comte de Malartic
- 1800 - 1801 François Louis Magallon de la Morlière

## Governador
1801-1803 François Louis Magallon de la Morlière

## Governador general de les Índies Orientals i prefecte de l'illa
- 1803 - 1810 Charles Mathieu Isidore, comte Decaen (governador)
- 1803 -1810 Louis Léger (prefecte)